# Silbomyia palawana
Silbomyia palawana är en tvåvingeart som beskrevs av Crosskey 1965. Silbomyia palawana ingår i släktet Silbomyia och familjen spyflugor. Inga underarter finns listade i Catalogue of Life.